# Кенгерли (род)
Кенгерли (азерб. Kəngərli) — тюркское азербайджанское племя в Азербайджане и регионе Гом-Верамин в центральном Иране. Появились на Кавказе около 1500 года. В основном проживали на территории Нахичевани. Участвовали в этногенезе азербайджанцев.

## История
Переселились на Кавказ около 1500 года. В начале XIX века Дж. М. Жуаннин описал кенгерли как «небольшое племя, осевшее в Персидской Армении, на берегах Аракса, и насчитывающее до четырёх или пяти тысяч человек». Российский этнограф Шопен считал, что кенгерли являются потомками печенегов или половцев, пришедших в Нахичевань с Севера, что подтверждается их северным типом. В подтверждение этой мысли приводится сказание летописи о том, что берендеи, чёрные клобуки, торки и прочие кенгли зимовали в Бичинаке, бичинаком же у татар называлось сенокосное поле, отсюда название — печенеги и половцы, а кянгли это и есть кенгерли. Интеллигентные кенгерлинские беки слышали об этом предположении учёных, но сами этих взглядов не разделяют и считают, что племя пришло на Кавказ через Персию из Туркестана. Кенгерли входили в состав оймака кызылбашского племени устаджлы. Они поселились в Нахичеване и Карабахе. К правлению шаха Тахмаспа I племя кенгерли обладало губернаторскими постами и проживало в центре, на севере и востоке страны.

## Известные представители
- Максуд султан Кенгерли — с 1604 года, сразу после назначения Амиргюне хана Каджара беглярбеком Чухур-Саадской провинции, назначен правителем Нахичевани.
- Кенгерли Гейдар Кули-хан (1747—1764) — основатель Нахичеванского ханства.
- Кенгерли Хаджи-хан (1765—1769) — правитель Нахичеванского ханства.
- Кенгерли Рахим-хан (1769—1770) — правитель Нахичеванского ханства.
- Кенгерли Али Кули-хан (1770—1773) — правитель Нахичеванского ханства.
- Кенгерли Вали Кули-хан (1773—1781) — правитель Нахичеванского ханства.
- Джафар Кули-хан Кенгерли (1783―1787) — правитель Нахичеванского ханства.
- Кенгерли, Аббас Кули-хан (? — 1812) — правитель Нахичеванского ханства.
- Кенгерли, Келб Али-хан (? — 1820) — правитель Нахичеванского ханства.
- Кенгерли Назар Али-хан (1776—1856) — правитель Нахичеванского ханства.
- Кенгерли Керим-хан (1808—1827) — правитель Нахичеванского ханства.
- Кенгерли, Бехруз Ширалибек оглы (1892—1922) — азербайджанский художник, график и живописец.
- Нахичевани, Ахмед-хан (1893—1967) — иранский военачальник, генерал-майор. Министр обороны Ирана, (13 сентября 1939 — 28 августа 1941).
- Кенгерли, Яшар II Джейхун оглы (2005-н.в.) — является имамом Хузейнзаде в г.Гянджа